# ناحیه ۲، شهرستان بنتون، آرکانزاس
ناحیه ۲، شهرستان بنتون، آرکانزاس (به انگلیسی: Township 2) یک منطقهٔ مسکونی در ایالات متحده آمریکا است که در شهرستان بنتون، آرکانزاس واقع شده‌است. ناحیه ۲ ۱۴٬۲۷۹ نفر جمعیت دارد.